# Heretici (Chesterton)
Heretici (eng. izvornik: Heretics), djelo iz 1905. čuvenog engleskog pisca, pjesnika, novinara i dramatičara Gilberta Keitha Chestertona. Mnogi su se kritičari žalili na ovu knjigu, jer ona samo kritizira tekuće filozofije ne nudeći nikakvu alternativnu filozofiju. Ova je knjiga pokušaj da se odgovori na taj izazov. Stoga je Chesterton kao njen pandan napisao djelo Pravovjerje, da uz negativnu stranu izrazi i onu pozitivnu.